# MY BEAUTIFUL TRACKS
『MY BEAUTIFUL TRACKS』（マイ ビューティフル トラックス）は、knotlampの1枚目の自主制作盤ミニアルバムである。

## 解説
knotlampの自主制作盤のミニアルバムとしては最初で最後の作品となった。なお、シングル、アルバム通してもこの作品がknotlamp最後の自主制作盤作品となった。

## 収録内容
1. Booster
2. Liberty Bell
3. wolf
4. FLAG
5. My girl